# 수표교
수표교(水標橋)는 수표가 새겨져 있는 청계천의 다리이다. 조선세종(世宗) 2년에 처음 놓였으며,
서울특별시 종로구 수표동에 있었으나 1958년 청계천 복개공사로, 장충단공원으로 옮겨졌다. 2005년 청계천 복원 당시 원래 자리에 다시 놓으려고 했으나, 복원된 청계천의 폭과 수표교의 길이가 맞지 않아 옮겨지지는 못했고, 대신 그 자리에는 임시 다리가 놓여 있다.

## 역사

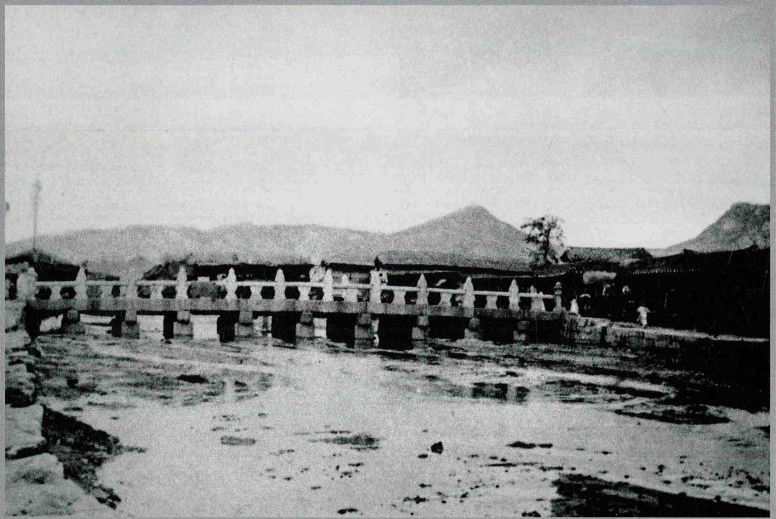
20세기 초의 수표교

수표교는 만들어질 당시는 그 곳에 마전(馬廛)이 있어서 마전교(馬廛橋)라 불리었다. 세종 23년(1441년) 다리 앞에 개천(開川, 청계천)에 흐르는 수위를 측정하기 위해서 수표(水標, 보물 제838호)를 세웠다. 
다리 아래에 ‘在長通橋東橋西中央立石標刻尺寸之數 凡雨水以知深淺(장통교 동쪽에 있고, 다리 서쪽 중앙에 석표를 세우고, 척촌을 새겨서 무릇 빗물의 깊고 얕은 것을 알았다)’고 기록하였다. 그 후 영조 36년(1760년) 다리를 수리하면서 돌기둥에 ‘庚(경)·辰(진)·地(지)·平(평)’이라는 글씨를 새겨 물높이를 4단계로 측정하였다. 이 때부터 수중주석표(水中柱石標)라는 말이 생겨나 ‘수표교’라 부르게 되었다.수표교는 6모로 된 큰 다리 기둥에 길게 모진 도리를 얹고 그 사이에 판석(板石)을 깔아 만들었다. 아래의 돌기둥이 특이하게 2단을 이루고 있는데, 그 중 윗 단의 돌은 모서리를 물의 흐름과 마주하게 하여 물의 저항을 덜 받도록 하였다. 난간에는 연꽃봉오리·연잎 등의 조각들이 새겨져 있다.
이 다리는 물길을 건너는 통로로서 뿐만 아니라 홍수의 조절을 위해 수량을 재는 역할을 했던 중요한 다리로, 영조 36년 대대적인 준설공사를 마치고 다리 동쪽에 준천사(濬川司)란 관청을 두어 수량의 변화를 한성판윤(漢城判尹)에게 알려 홍수에 대비하였다. 그리고 수표교에 ‘丁亥改造(정해개조)’, ‘戊子禁營改造(무자금영개조)’라 새겨져 있어 준설공사가 끝난 후 영조 43·44년(1767·1768년)에 다리를 다시 설치하였던 것으로 추정되며 이후 오늘날까지 전해지고 있다.
서울의 풍속 가운데 정월 대보름날 서울 사람들이 밤을 새워 즐겨하였던 답교놀이 때는 이곳이 가장 성황을 이룬 곳 중의 하나였다. 정월 대보름 전 2·3일은 이 수표교를 중심으로 청계천 위·아래에 연날리기를 구경하는 사람들이 쭉 늘어서 구경하였다고 한다. 광복 후에도 이 다리는 수표석과 함께 장안의 명물로 남아 있었으나, 1959년의 청계천 복개공사 때 철거되어 일시 신영동으로 이전되었다가 1965년에 장충단공원에 옮겨져 오늘에 이르고 있다. 지난날 수표교가 있던 곳은 수표동(手標洞)과 관수동(觀水洞)이라는 동명과 수표공원이라는 어린이공원이 있어 그 이름만 전하고 있다.

## 특징
6각형의 큰 화강암 석재로 된 달기둥 위에 길게 모난 횃대를 걸치고, 돌을 깐 매우 드문 수법의 다리이다. 돌기둥에 새긴 경(庚)·진(辰)·지(地)·평(平)의 수위표(水位標)로 물깊이를 재어 홍수에 대비했다. 

## 참고 자료
- 이 문서에는 다음커뮤니케이션(현 카카오)에서 GFDL 또는 CC-SA 라이선스로 배포한 글로벌 세계대백과사전의 내용을 기초로 작성된 글이 포함되어 있습니다.
- 본 문서에는 서울특별시에서 지식공유 프로젝트를 통해 퍼블릭 도메인으로 공개한 저작물을 기초로 작성된 내용이 포함되어 있습니다.